# Padesát odstínů šedi (film)
Padesát odstínů šedi (v anglickém originále Fifty Shades of Grey) je americké erotické romantické filmové drama z roku 2015 režisérky Sam Taylor-Johnsonové podle stejnojmenné literární předlohy spisovatelky Eriky Mitchellové známé pod pseudonymem E. L. James. Snímek je filmovou adaptací prvního dílu erotické trilogie, která se stala bestsellerem (dalšími dvěma díly jsou romány Padesát odstínů temnoty a Padesát odstínů svobody).
V hlavních rolích se představili Dakota Johnsonová jako studentka Anastasia „Ana“ Steele a Jamie Dornan, jenž si zahrál mladého svobodného miliardáře Christiana Greye.
Premiéra sequelů Padesát odstínů temnoty a Padesát odstínů svobody byla k roku 2015 plánována na únor 2017, respektive druhého z nich na únor 2018.
V České republice film překonal s více než 266 tisíci diváků rekord v návštěvnosti za první víkend promítání, předchozí byl 248 tisíc diváků a držel jej snímek Harry Potter a Relikvie smrti – část 1.

## Děj
21letá studentka anglické literatury na Washingtonské státní univerzitě a obdivovatelka díla Thomase Hardyho Anastasia "Ana" Steel jde místo své kamarádky Katherine "Kate" Kavanagh udělat rozhovor s mladým miliardářem Christianem Greyem. Jeví se být velmi nervózní, Grey je naopak při konverzaci sebejistý. Od první chvíle se oba navzájem přitahují. Christian se chová jako dokonalý gentleman, což Anastasii imponuje. I když se jí zdá neskutečně inteligentní, charismatický a sexy, zároveň z něj cítí rezervovanost a chlad. Nezkušená dívka, ještě panna, která dosud čekala na toho pravého, však jeho kouzlu podlehne.
Grey ji navštíví v obchodě s nářadím, kde si Ana přivydělává na studia, a jejich vztah se pomalu rozvíjí. Grey u zamilované Any navíc boduje i projížďkami drahými automobily, pilotáží vrtulníku nad mrakodrapy velkoměsta, nákladnými dary apod. Vezme ji k sobě a ukáže jí svou „hernu“ – komnatu slasti a bolesti. Po zdech spoře osvětlené místnosti visí různé okovy, pouta, bičíky, karabáče, důtky aj. Grey se svěří, že jediným možným vztahem, který dokáže mít, je dominance (on) versus submisivita (ona). Po sexuální stránce jej pak ukojí pouze a výlučně BDSM praktiky. Nabídne Anastasii podrobnou smlouvu, která určuje podmínky jejich erotického vztahu.
Ana je zpočátku šokovaná, ale neodmítne. Postupně však nabývá dojmu, že jí Christian manipuluje a chce ji předělat k obrazu svému. Vyčítá mu také, že nechce přistoupit na normálnější vztah (nesmí s ním spát v jednom pokoji, nesmí se ho dotýkat apod.). Role sexuální otrokyně jí přestává vyhovovat. Během jedné vyjížďky se jí miliardář svěří, že měl těžké dětství a teď nedokáže své preference změnit. Ana se do Christiana zamiluje a chce postupně víc, ale jeho neoblomnost jí rozčiluje. Nakonec jej sama požádá, aby jí ukázal, jak jí chce potrestat. Jen tak má podle svého mínění možnost pochopit jeho jednání. Rozčilený Christian jí šestkrát bolestivě švihne páskem přes pozadí a má z její bolesti uspokojení. To Anu znechutí a rozhodne se od Christiana nadobro odejít. Následujícího rána jej se slzami v očích, ale zcela rozhodně opouští.

## Obsazení
| Dakota Johnsonová   | studentka Anastasia „Ana“ Steele                                     |
| Jamie Dornan        | mladý nezadaný miliardář Christian Grey                              |
| Eloise Mumford      | Katherine „Kate“ Kavanagh, kamarádka Any                             |
| Luke Grimes         | Elliot Grey, Christianův adoptivní bratr                             |
| Rita Ora            | Mia Grey, Christianova adoptivní sestra                              |
| Victor Rasuk        | José Rodriguez, kamarád Any                                          |
| Max Martini         | Jason Taylor, Christianův bodyguard                                  |
| Dylan Neal          | Bob Adams, další manžel Aniny matky                                  |
| Callum Keith Rennie | Raymond „Ray“ Steele, Anin nevlastní otec (muž, který jí vychovával) |
| Jennifer Ehle       | Carla Wilks, Anina matka                                             |
| Marcia Gay Harden   | Grace Trevelyan Grey, Christianova adoptivní matka                   |
| Andrew Airlie       | Carrick Grey, Christianův adoptivní otec                             |
| Anthony Konechny    | Paul Clayton, bratr majitele obchodu Clayton's Hardware              |
| Emily Fonda         | Martina                                                              |
| Rachel Skarsten     | Andrea, Christianova asistentka                                      |

## Produkce

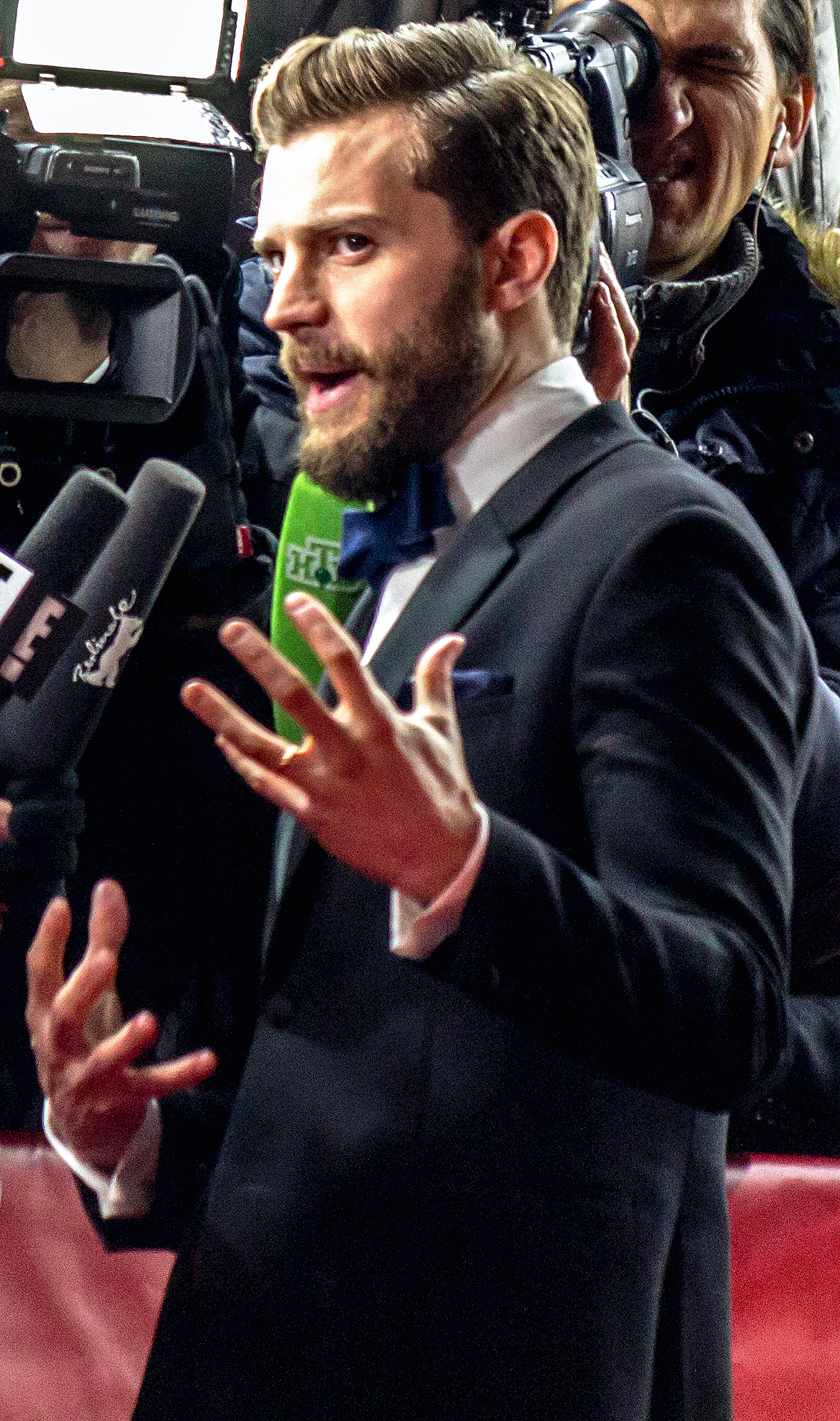
Jamie Dornan během světové premiéry Padesáti odstínů šedi na mezinárodním filmovém festivalu v Berlíně.

Na začátku roku 2013 několik Hollywoodských studií chtělo získat filmová práva na románovou trilogii Padesát odstínů. Warner Bros., Sony, Paramount, Universal a produkční společnost Marka Wahlberga „soutěžily“ o práva. Universal Pictures a Focus Features nakonec práva k trilogii získala v březnu roku 2013. E. L. James se snažila udržet určitou tvůrčí kontrolu během natáčení. Samotný James zvolil producenty Michaela De Lucu a Dana Brunettiho k produkování filmu. Kelly Marcel, scenárista filmu Zachraňte pana Bankse, byl najatý na pozici scenáristy. I přes to, že touhu po napsání scénáře k filmu vyjádřil Bret Easton Ellis, scenárista filmu Americké psycho. Patrick Marber byl najatý režisérkou Johnsonovou, aby scénář poupravil.Mark Bridges byl kostýmním designérem.

### Režie
K 9. květnu 2013 studio zvažovalo Joeho Wrighta do pozice režisére, ale nakonec pozici nemohl přijmout z důvodu jeho rozvrhu. Dále se zvažovalo nad Patty Jenkinsonovou, Billem Condonem, Bennettem Millerem a Stevenem Soderberghem. V červnu 2013 E. L. James oznámila, že na pozici režisérky byla najata Sam Taylor-Johnson. Za režii získala přes 2 miliony dolarů.

### Casting
Bret Easton Ellis se nechal slyšet, že jeho první volba pro roli Christiana Greye byl Robert Pattinson, ale autorka knihy cítila, že obsazení Pattinsona a herečky Kristen Stewartové do filmy by bylo „divné“. Ian Somerhalder a Chace Crawford se o roli Christiana zajímali. Somerhalder však uvedl, že i kdyby by byl do role zvažován, nastaly by problémy s jeho natáčecím rozvrhem seriálu Upíří deníky. 2. září 2013 bylo oznámeno, že Charlie Hunnam a Dakota Johnsonová byly obsazeni do role Christiana Greye a Anastasie Steelové. Do role Anastasie byly zvažovány Alicia Vikander, Imogen Poots, Elizabeth Olsen, Shailene Woodley a Felicity Jones. Keeley Hazell, Lucy Hale se zúčastnily konkurzů.Role také byla nabídnuta Emilii Clarkeové, ta roli odmítla kvůli nahotě. Režisérka dala každé herečka, která se ucházela o roli Anastazie čtyři stránky monologu z filmu Persona od Ingmara Bergmana. Studio původně plánovalo obsadit Ryana Goslinga, ale ten o roli neměl zájem. Garrett Hedlund byl také zvažován, ten se však nemohl s rolí ztotožnit. Hunnam původně roli odmítl, ale později se rozhodl pro setkání s vedoucími studia.
Během října 2013 byla zvažována do role matky Anastasie Jennifer Ehle. 12. října 2013 Universal Pictures oznámilo, že Hunnam se rozhodl od projektu odejít kvůli jeho vytíženému pracovnímu rozvrhu. Alexander Skarsgård, Jamie Dornan, Theo James, François Arnaud, Scott Eastwood, Luke Bracey a Billy Magnussen byla vysoko v žebříčku na jeho nahrazení. 23. října 2013 byl do role obsazen Dornan. V říjnu se k obsazení připojil Victor Rasuk (José Rodriguez), v listopadu Eloise Mumford (do role Kate Kavanagh). V prosinci zpěvačka Rita Ora získala roli mladší sestry Christiana Mii, původně chtěla pracovat na soundtracku.

### Natáčení
V září bylo natáčení stanoveno na 5. listopadu 2013 ve Vancouveru v Britské Kolumbii. Následující měsíc producent Michale De Luca oznámil, že natáčení začne 13. listopadu. Nakonec se začalo až 1. prosince 2013. Scény se natáčely v historické části Vancouveru Gastown. Budova společnosti Bentall 5 byla použita jako budova společnosti Grey Enterprises. Univerzita Britské Kolumbie sloužila jako Washingtonská státní univerzita na které Ana odmaturovala. Hotel Fairmont ve Vancouveru byl použit jako hotel Heathman. Snímek se také natáčel ve studiích North Shore. Produkce oficiálně skončila 21. února 2014. Některé scény se přetáčely v týdnu od 13. října 2014. Film se natáčel pod pracovním názvem Dobrodružství Maxe a Bankse.

## Hudba
James řekla, že filmový soundtrack bude vydán 10. února 2015. Prvním singlem se stala písnička od The Weeknd „Earned It“, druhý singlem písnička „Love Me like You Do“ od Ellie Goulding. Promo singlem se stala písnička od Sii „Salted Wound“.
| Fifty Shades of Grey: Original Motion Picture Soundtrack | Fifty Shades of Grey: Original Motion Picture Soundtrack | Fifty Shades of Grey: Original Motion Picture Soundtrack | Fifty Shades of Grey: Original Motion Picture Soundtrack              | Fifty Shades of Grey: Original Motion Picture Soundtrack |
| Pořadí                                                   | Název                                                    | Hudba                                                    | Text                                                                  | Délka                                                    |
| -------------------------------------------------------- | -------------------------------------------------------- | -------------------------------------------------------- | --------------------------------------------------------------------- | -------------------------------------------------------- |
| 1.                                                       | „I Put a Spell on You“                                   | Annie Lennox                                             | Jay Hawkins                                                           | 3:30                                                     |
| 2.                                                       | „Undiscovered“                                           | Laura Welsh                                              | Emile Haynie, Devonte Hynes, Laura Welsh, Amanda Ghost                | 2:53                                                     |
| 3.                                                       | „Earned It“                                              | The Weeknd                                               | Abel Tesfaye,Stephen Moccio,Jason "DeHeale" Quenneville, Ahmad Balshe | 4:10                                                     |
| 4.                                                       | „Meet Me in the Middle“                                  | Jessie Ware                                              | David Okumu,Jessica Ware                                              | 5:08                                                     |
| 5.                                                       | „Love Me Like You Do“                                    | Ellie Goulding                                           | Max Martin, Savan Kotecha, Ali Payami, Tove Nilsson                   | 4:10                                                     |
| 6.                                                       | „Haunted“ Michael Diamond Remix                          | Beyoncé                                                  | Boots, Beyoncé Knowles Carter                                         | 5:08                                                     |
| 7.                                                       | „Salted Wound“                                           | Sia                                                      | Brian West, Gerald Eaton, Sia Furler, Oliver KKraus                   | 4:30                                                     |
| 8.                                                       | „Beast of Burden“                                        | The Rolling Stones                                       | Mick Jagger, Keith Richards                                           | 3:29                                                     |
| 9.                                                       | „I'm on Fire“                                            | Awolnation                                               | Bruce Springsteen                                                     | 2:34                                                     |
| 10.                                                      | „Crazy in Love“ 2014 Remix                               | Beyoncé                                                  | Knowles-Carter, Rich Harrison, Shawn Carter, Eugene Record            | 3:46                                                     |
| 11.                                                      | „Witchcraft“                                             | Frank Sinatra                                            | Cy Coleman, Carolyn Leigh                                             |                                                          |
| 12.                                                      | „One Last Night“                                         | Vaults                                                   | Barnabas Freeman, Benjamin Vella, Blythe Pepino                       | 3:19                                                     |
| 13.                                                      | „Where You Belong“                                       | The Weeknd                                               | Tesfaye, Mike Dean, Balshe                                            | 4:57                                                     |
| 14.                                                      | „I Know You“                                             | Skylar Grey                                              | Moccio, Holly Hafermann                                               | 4:58                                                     |
| 15.                                                      | „Ana and Christian“                                      | Danny Elfman                                             | Danny Elfman                                                          | 3:24                                                     |
| 116.                                                     | „Did That Hurt?“                                         |                                                          |                                                                       |                                                          |

Ve speciální edici pro obchod Target se objevily další dvě písničky: „Rude“ od Terence Colese a Leona „RoccStar“ Youngblooda a „Call Me“ od St. Paula a The Broken Bones.

## Přijetí
Film vydělal 166,2 milionů dolarů v Severní Americe a 404,8 milionů dolarů v ostatních oblastech, celkově tak k 7. květnu 2015 vydělal po 84 dnech promítání přesně 571 006 128 dolarů po celém světě. Rozpočet filmu činil 40 milionů dolarů. Film se stal třetím nejvýdělečnějším filmem, který režírovala žena (za Kung Fu Panda 2 a Mamma Mia!). Ve Spojených státech a v Kanadě se stal sedmnáctým nejvýdělečnějším filmem roku 2015 a čtvrtým nejvýdělečnějším romantickým filmem všech dob. V Severní Americe byl oficiálně uveden společně s filmem Kingsman: Tajná služba. Za čtvrteční večer, kdy šel film do kin vydělal 8,6 milionů dolarů a stal se tak druhým nejvýdělečnějším filmem února (za Deadpoolem). Za první víkend docílil nejvyšší návštěvnosti, kdy vydělal 85,1 milionů dolarů.